# Truman Handy Newberry

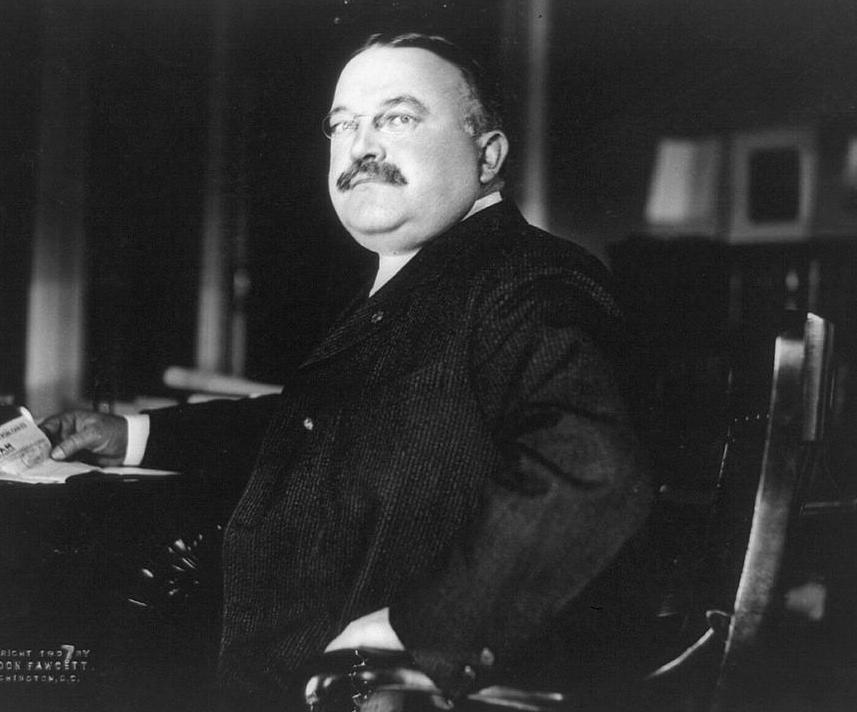
Truman Handy Newberry (1907)

Truman Handy Newberry (* 5. November 1864 in Detroit, Michigan; † 3. Oktober 1945 in Grosse Pointe, Michigan) war ein amerikanischer Wirtschaftsmanager, Politiker der Republikanischen Partei und sowohl Marineminister der Vereinigten Staaten als auch US-Senator für den Bundesstaat Michigan.

## Biografie
Der Sohn von John Stoughton Newberry, einem Abgeordneten des US-Repräsentantenhauses, studierte nach dem Schulbesuch an der Yale University und schloss dieses Studium 1885 ab. Anschließend war er zunächst Manager der Bay City & Alpena Alpena Railway mit Sitz in Detroit und danach von 1887 bis 1901 Präsident und Finanzvorstand (Treasurer) der Detroit Steel & Spring Co. Zwischenzeitlich leistete er während des Spanisch-Amerikanischen Krieges von 1898 seinen Militärdienst in der US Navy. Später war er Vorstandsmitglied von Cleveland-Cliffs, einem Produzenten von Eisenerz-Pellets.
Am 1. November 1905 wurde er zunächst Assistent des US-Marineministers (Assistant Secretary of the Navy) und behielt dieses Amt bis 1908. Am 1. Dezember 1908 wurde Truman Handy Newberry von Präsident Theodore Roosevelt schließlich selbst zum Marineminister (United States Secretary of the Navy) in dessen Kabinett ernannt. Er bekleidete diesen Kabinettsposten bis zum Ende von Roosevelts Amtszeit am 4. März 1909 und war damit der sechste Marineminister während Roosevelts achtjähriger Präsidentschaft.
Als Vertreter der Republikaner wurde er 1918 zum US-Senator gewählt und hatte den zweiten Senatssitz (Class 2) des Bundesstaats Michigan vom 4. März 1919 bis zum 18. November 1922 inne. Er trat dann zurück, nachdem er 1921 wegen Wahlbetrugs (Election overspending) verurteilt worden war. Später wurde dieses Urteil jedoch vom Obersten Gerichtshof aufgehoben. Daraufhin wurde Newberry sein Sitz durch den Senat wieder zugesprochen; jedoch wurden im gleichen Beschluss erneut Bedenken wegen der Aufwendungen für seinen Wahlkampf laut. Daraufhin verzichtete er endgültig auf seinen Sitz und zog sich aus der Politik zurück.